# جعفر أباد (مكريان شمالي)
جعفر أباد هي قرية في مقاطعة مياندوآب، إيران. عدد سكان هذه القرية هو 217 في سنة 2006.